# Vasilīs Kōnstantinou
Vasilīs Kōnstantinou (in greco: Βασίλης Κωνσταντίνου; Amarousio, 19 novembre 1947) è un ex calciatore greco.

## Carriera
Cresciuto nella squadra giovanile del Panathīnaïkos, di cui era portiere titolare, fu promosso in prima squadra nel 1964 come vice di Takis Ikonomopoulos. Kōnstantinou ricoprì il ruolo di portiere di riserva fino al 1974, scendendo in campo come titolare in poche occasioni, tra cui la semifinale di ritorno della Coppa dei Campioni del 1971, in cui il Panathinaikos vinse per 3-0 contro la Stella Rossa, assicurandosi la qualificazione in finale.
Promosso titolare, Kōnstantinou difese la porta del Panathinaikos fino al termine della stagione 1981-82, in cui fu ceduto all'OFI Creta, dove concluse la sua carriera nel 1984. Conta 28 presenze in nazionale e fece parte della lista dei convocati per la fase finale degli Europei del 1980, prima competizione internazionale della rappresentativa ellenica.

## Palmarès
- Campionato greco: 5

Panathinaikos: 1964-65, 1968-69, 1969-70, 1971-72, 1976-77
- Coppa di Grecia: 4

Panathinaikos: 1966-67, 1968-69, 1976-77, 1981-82